# پیشنهادی کالیفرنیا ۸

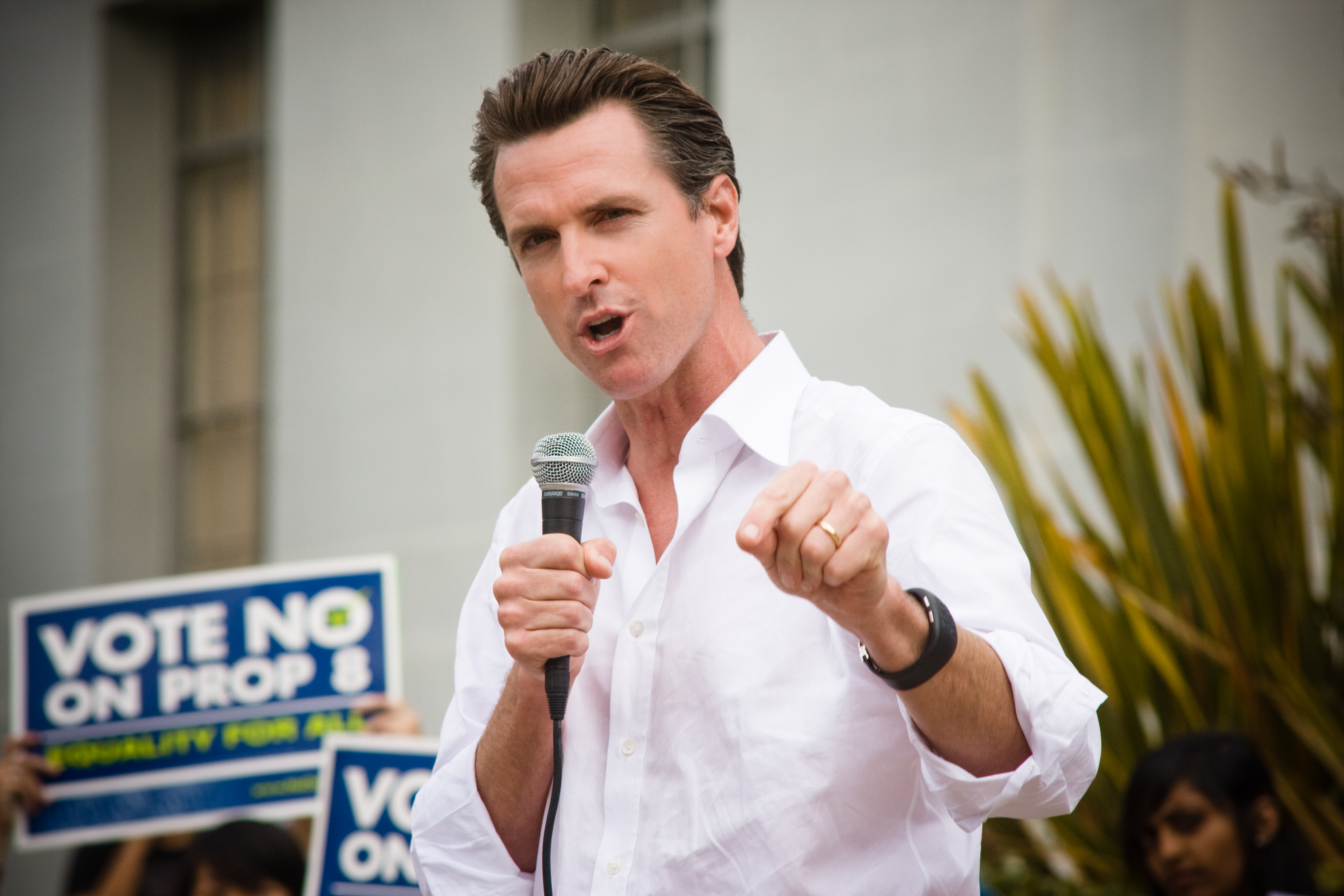
شهردار سان‌فرانسیسکو گوین نیوسام در حال سخنرانی علیه پیشنهادی ۸ در دانشگاه کالیفرنیا، برکلی

پیشنهادی ۸(به انگلیسی: Proposition 8) (عنوان اصلی: برداشتن حق ازدواج از زوج‌های همجنس‌. متمم قانون اساسی:Eliminates Rights of Same-Sex Couples to Marry. Initiative Constitutional Amendment; یا قانون حمایت از ازدواج کالیفرنیا:California Marriage Protection Act) که برای سادگی پروپ ۸(به انگلیسی: Prop 8) نامیده می‌شد. همه‌پرسی‌ای در مورد افزودن بندی به بخش ۷٫۵ از قانون اساسی کالیفرنیا بود که به موجب آن امکان ازدواج زوج‌های همجنس‌ از طریق قانون اساسی سلب می‌شود. این همه‌پرسی در نوامبر ۲۰۰۸ به اجرا در آمد ۵۲٫۲۴٪ موافق (۷٬۰۰۱٬۰۸۴ رای) در مقابل ۴۷٫۷۶% مخالف (۶٬۴۰۱٬۴۸۲ رای) به تصویب رسید.
قاضی والکر از  دادگاه‌های ناحیه در ایالات متحده آمریکا در پرونده پری در برابر شوازنگر در تاریخ ۴ اوت سال ۲۰۱۰ به علت آنکه این قانون اصلاحیه چهاردهم قانون اساسی ایالات متحده را نقض می‌کند، را لغو کرد. اصلاحیه چهاردهم قانون اساسی بیان می‌دارد که هیچ اکثریتی به خاطر اکثریت بودنش حق سلب حقوق اقلیت‌ها را ندارد و از آنجایی که ازدواج یک پدیده مدنی نه دینی و از حقوق اساسی محسوب می‌شود، دادگاه این پیشنهادی را مغایر با قانون اساسی آمریکا دانست.
در هفت فوریه ۲۰۱۲ دادگاه استیناف حوزه نهم ایالات متحده آمریکا تصمیم قاضی والکر را تایید کرد و موافقان درخواست ان بانک کردند اما دادگاه استیناف این درخواست را رد کرد، موافقان به دادگاه عالی آمریکا شکایت بردند که در ۲۶ مارس ۲۰۱۳ این دادگاه به سخنان موافقان و مخالفان گوش داد و تصمیم‌گیری این دادگاه در اواخر ۲۶ ژوئن صورت گرفت و اعلام شد که دیگر پیشنهادی کالیفرنیا ۸ سندیت قانونی ندارد و مخالف قانون اساسی آمریکاست.

## آرای شهرستان‌ها
| شهرستان                             | بلع   | آرا       | خیر   | آرا       |
| ----------------------------------- | ----- | --------- | ----- | --------- |
| شهرستان کرن                         | ۷۵٫۳% | ۱۷۵٬۱۶۷   | ۲۴٫۷% | ۵۷٬۴۹۶    |
| شهرستان تولار                       | ۷۵٫۱% | ۷۸٬۵۷۸    | ۲۴٫۹% | ۲۶٬۱۱۳    |
| شهرستان مودوک                       | ۷۴٫۲% | ۳٬۲۷۹     | ۲۵٫۸% | ۱٬۱۴۲     |
| شهرستان کینگز                       | ۷۳٫۷% | ۲۵٬۸۲۱    | ۲۶٫۳% | ۹٬۲۴۴     |
| شهرستان مادرا                       | ۷۳٫۵% | ۳۰٬۹۰۶    | ۲۶٫۵% | ۱۱٬۱۹۳    |
| شهرستان گلن                         | ۷۳٫۳% | ۷٬۲۳۵     | ۲۶٫۷% | ۲٬۶۴۴     |
| شهرستان تهاما، کالیفرنیا            | ۷۲٫۸% | ۱۷٬۷۷۷    | ۲۷٫۲% | ۶٬۶۷۵     |
| شهرستان کولوزا                      | ۷۱٫۶% | ۴٬۵۵۶     | ۲۸٫۴% | ۱٬۸۱۵     |
| شهرستان لاسن                        | ۷۱٫۳% | ۸٬۰۲۱     | ۲۸٫۷% | ۳٬۲۴۱     |
| شهرستان مرسد                        | ۷۰٫۸% | ۴۴٬۸۰۰    | ۲۹٫۲% | ۱۸٬۵۲۰    |
| شهرستان سوتر                        | ۷۰٫۴% | ۲۳٬۰۳۲    | ۲۹٫۶% | ۹٬۷۰۷     |
| شهرستان شاستا                       | ۶۹٫۷% | ۵۵٬۶۹۸    | ۳۰٫۳% | ۲۴٬۲۲۴    |
| شهرستان ایمپریال                    | ۶۹٫۷% | ۲۷٬۰۴۸    | ۳۰٫۳% | ۱۱٬۷۸۳    |
| شهرستان فرسنو                       | ۶۸٫۷% | ۱۸۵٬۹۹۳   | ۳۱٫۳% | ۸۳٬۱۲۲    |
| شهرستان استانیسلاس، کالیفرنیا       | ۶۷٫۹% | ۱۰۸٬۹۸۸   | ۳۲٫۱% | ۵۱٬۵۹۸    |
| شهرستان یوبا                        | ۶۷٫۶% | ۱۴٬۳۲۳    | ۳۲٫۴% | ۶٬۸۶۸     |
| شهرستان سن برناردینو، کالیفرنیا     | ۶۶٫۸% | ۴۰۴٬۷۶۲   | ۳۳٫۲% | ۲۰۲٬۲۲۷   |
| شهرستان سن ژواکین، کالیفرنیا        | ۶۵٫۵% | ۱۳۵٬۷۲۸   | ۳۴٫۵% | ۷۱٬۷۴۷    |
| شهرستان ریورساید، کالیفرنیا         | ۶۴٫۷% | ۴۱۷٬۱۳۳   | ۳۵٫۳% | ۲۲۸٬۴۴۹   |
| شهرستان سیرا، کالیفرنیا             | ۶۴٫۲% | ۱٬۲۷۳     | ۳۵٫۸% | ۷۱۱       |
| شهرستان آمادور                      | ۶۴٫۰% | ۱۱٬۹۴۵    | ۳۶٫۰% | ۶٬۷۲۵     |
| شهرستان کالاوراس                    | ۶۳٫۹% | ۱۴٬۶۲۴    | ۳۶٫۱% | ۸٬۵۸۸     |
| شهرستان توآلومی                     | ۶۲٫۶% | ۱۶٬۹۶۴    | ۳۷٫۴% | ۱۰٬۱۶۳    |
| شهرستان ماریپوزا                    | ۶۲٫۱% | ۵٬۹۶۱     | ۳۷٫۹% | ۳٬۶۴۰     |
| شهرستان اینیو                       | ۶۰٫۶% | ۵٬۱۱۶     | ۳۹٫۴% | ۳٬۳۳۴     |
| شهرستان دل نورت                     | ۶۰٫۱% | ۵٬۶۵۸     | ۳۹٫۹% | ۳٬۷۷۰     |
| شهرستان سیسکیو                      | ۶۰٫۰% | ۱۲٬۶۶۸    | ۴۰٫۰% | ۸٬۴۷۵     |
| شهرستان پلوماس                      | ۶۰٫۰% | ۶٬۵۷۶     | ۴۰٫۰% | ۴٬۴۰۱     |
| شهرستان پلاسر، کالیفرنیا            | ۵۹٫۸% | ۱۰۲٬۹۷۷   | ۴۰٫۲% | ۶۹٬۴۴۴    |
| شهرستان ال دورادو                   | ۵۸٫۳% | ۵۳٬۸۳۷    | ۴۱٫۷% | ۳۸٬۵۳۴    |
| شهرستان اورنج، کالیفرنیا            | ۵۷٫۷% | ۶۵۹٬۰۳۷   | ۴۲٫۳% | ۴۸۴٬۰۱۵   |
| شهرستان ترینیتی، کالیفرنیا          | ۵۶٫۲% | ۳٬۵۶۳     | ۴۳٫۸% | ۲٬۷۸۵     |
| شهرستان بوت                         | ۵۶٫۱% | ۵۴٬۸۲۲    | ۴۳٫۹% | ۴۳٬۰۴۵    |
| شهرستان سولانو                      | ۵۵٫۹% | ۸۹٬۲۹۲    | ۴۴٫۱% | ۷۰٬۶۸۰    |
| شهرستان سن بنیتو، کالیفرنیا         | ۵۴٫۸% | ۱۰٬۶۵۷    | ۴۵٫۲% | ۸٬۷۹۴     |
| شهرستان ساکرامنتو، کالیفرنیا        | ۵۳٫۹% | ۲۸۹٬۳۷۸   | ۴۶٫۱% | ۲۴۸٬۴۴۴   |
| شهرستان سن دیه‌گو، کالیفرنیا         | ۵۳٫۸% | ۶۵۵٬۶۲۵   | ۴۶٫۲% | ۵۶۵٬۰۵۴   |
| شهرستان ونتورا                      | ۵۲٫۹% | ۱۷۸٬۷۱۹   | ۴۷٫۱% | ۱۵۹٬۲۸۴   |
| شهرستان لیک                         | ۵۲٫۰% | ۱۳٬۰۳۶    | ۴۸٫۰% | ۱۲٬۰۸۰    |
| شهرستان سن لوییز اوبیسپو، کالیفرنیا | ۵۱٫۱% | ۶۷٬۳۰۴    | ۴۸٫۹% | ۶۴٬۵۵۵    |
| شهرستان لس‌آنجلس                     | ۵۰٫۱% | ۱٬۶۲۴٬۶۷۲ | ۴۹٫۹% | ۱٬۶۲۲٬۲۸۷ |
| شهرستان نوادا، کالیفرنیا            | ۵۰٫۱% | ۲۷٬۶۱۷    | ۴۹٫۹% | ۲۷٬۶۱۴    |
| شهرستان مونتری                      | ۴۸٫۴% | ۶۲٬۲۵۱    | ۵۱٫۶% | ۶۶٬۱۹۱    |
| شهرستان سانتا باربارا، کالیفرنیا    | ۴۶٫۴% | ۸۰٬۱۱۷    | ۵۳٫۶% | ۹۲٬۳۰۵    |
| شهرستان کنترا کوستا                 | ۴۴٫۶% | ۱۹۸٬۷۱۳   | ۵۵٫۴% | ۲۴۶٬۷۵۳   |
| شهرستان ناپا                        | ۴۴٫۴% | ۲۶٬۲۲۷    | ۵۵٫۶% | ۳۲٬۷۴۲    |
| شهرستان مونو                        | ۴۴٫۲% | ۲٬۴۲۵     | ۵۵٫۸% | ۳٬۰۵۰     |
| شهرستان سانتا کلارا                 | ۴۴٫۲% | ۲۹۱٬۳۴۷   | ۵۵٫۸% | ۳۶۷٬۰۵۳   |
| شهرستان آلپاین                      | ۴۳٫۶% | ۲۹۳       | ۵۶٫۴% | ۳۷۹       |
| شهرستان یولو                        | ۴۱٫۳% | ۳۲٬۸۱۶    | ۵۶٫۴% | ۴۶٬۵۳۷    |
| شهرستان هومبولت                     | ۳۹٫۹% | ۲۵٬۲۹۶    | ۶۰٫۱% | ۳۷٬۹۶۳    |
| شهرستان سن ماتئو                    | ۳۸٫۲% | ۱۱۴٬۶۹۵   | ۶۱٫۸% | ۱۸۵٬۱۲۷   |
| شهرستان آلامدا                      | ۳۸٫۰% | ۲۳۲٬۹۲۳   | ۶۲٫۰% | ۳۷۸٬۶۹۲   |
| شهرستان مندوسینو                    | ۳۶٫۸% | ۱۴٬۶۴۹    | ۶۳٫۲% | ۲۵٬۰۷۲    |
| شهرستان سونوما                      | ۳۳٫۵% | ۷۶٬۱۴۳    | ۶۶٫۵% | ۱۵۰٬۷۶۳   |
| شهرستان سانتا کروز، کالیفرنیا       | ۲۸٫۷% | ۳۶٬۱۶۳    | ۷۱٫۳% | ۸۹٬۷۹۳    |
| شهرستان مارین                       | ۲۴٫۹% | ۳۴٬۳۲۴    | ۷۵٫۱% | ۱۰۳٬۳۴۱   |
| سان‌فرانسیسکو                        | ۲۴٫۸% | ۹۲٬۵۳۶    | ۷۵٫۲% | ۲۸۰٬۴۹۱   |